# Кутєпов Ілля Олегович
Ілля Кутєпов (рос. Илья Олегович Кутепов; нар. 29 липня 1993, Ставрополь, Росія) — російський футболіст, центральний захисник московського «Велеса».

## Клубна кар'єра

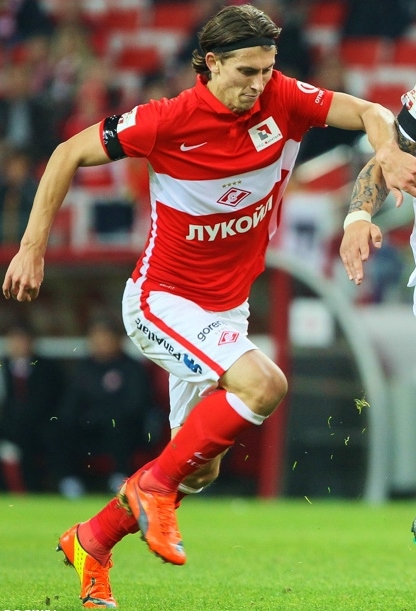
Кутєпов у складі «Спартака».

Ілля Кутєпов є вихованцем футбольної академії імені Юрія Конопльова, в 17 років їздив на стажування в лондонський «Челсі». Розпочав кар'єру в «Академії» (Тольятті), яка виступала у другому дивізіоні, зоні «Урал-Поволжя».
У листопаді 2011 року потрапив в сферу інтересів петербурзького «Зеніту», але пропозиції пітерці так і не зрпобили. 11 червня 2012 року, після перегляду за дубль московського «Спартака» на міжнародному турнірі в Німеччині, де Кутєпов провів всі матчі, залишивши про себе хороше враження, уклав довгостроковий контракт з клубом.
10 грудня 2012 року дебютував за основний склад «Спартака», вийшовши на заміну в доданий час в гостьовому матчі проти «Рубіна». Матч завершився перемогою москвичів з рахунком 1:0.
Майже через три роки, 1 листопада 2015 року, вже під керівництвом Дмитра Аленічева, 22-річний Кутепов був включений до стартового складу «Спартака» в домашньому матчі з «Уралом» (0:1), склавши пару центральних захисників з Сердаром Таскі. 7 листопада відіграв повний матч проти «Терека» в гостях (1:2), а 22 листопада разом з Сальваторе Боккетті провів весь матч в центрі оборони проти «Краснодара» (3:2).

## Виступи за збірні
Виступав за юнацькі збірні Росії 1992 і 1993 років народження. Викликався в основну збірну в серпні 2016 року у товариські матчі з Туреччиною і Ганою, однак на поле так і не вийшов. У збірній Росії дебютував 9 жовтня 2016 року в товариському матчі проти збірної Коста-Рики, вийшовши в стартовому складі. Наразі провів у формі головної команди країни 4 матчі.
У складі збірної був учасником розіграшу Кубка конфедерацій 2017 року у Росії, де, утім, на поле не виходив.
На початку червня 2018 року був включений до заявки збірної Росії на домашній для неї тогорічний чемпіонат світу.

## Статистика виступів

### Статистика виступів за збірну
Станом на 8 жовтня 2020 року
| Дата       | Місто           | Господарі | Результат               | Гості             | Турнір                  | Голи | Примітки |
| ---------- | --------------- | --------- | ----------------------- | ----------------- | ----------------------- | ---- | -------- |
| 9-10-2016  | Краснодар       | Росія     | 3 – 4                   | Коста-Рика        | товариський матч        | -    |          |
| 10-11-2016 | Доха            | Катар     | 2 – 1                   | Росія             | товариський матч        | -    |          |
| 15-11-2016 | Грозний         | Росія     | 1 – 0                   | Румунія           | товариський матч        | -    |          |
| 24-3-2017  | Краснодар       | Росія     | 0 – 2                   | Кот-д'Івуар       | товариський матч        | -    |          |
| 10-10-2017 | Казань          | Росія     | 1 – 1                   | Іран              | товариський матч        | -    |          |
| 23-3-2018  | Москва          | Росія     | 0 – 3                   | Бразилія          | товариський матч        | -    |          |
| 5-6-2018   | Москва          | Росія     | 1 – 1                   | Туреччина         | товариський матч        | -    |          |
| 14-6-2018  | Москва          | Росія     | 5 – 0                   | Саудівська Аравія | ЧС 2018 - груповий етап | -    |          |
| 19-6-2018  | Санкт-Петербург | Росія     | 3 – 1                   | Єгипет            | ЧС 2018 - груповий етап | -    |          |
| 25-6-2018  | Самара          | Росія     | 0 – 3                   | Уругвай           | ЧС 2018 - груповий етап | -    |          |
| 1-7-2018   | Москва          | Іспанія   | 1 – 1 д.ч. (3 – 4 п.п.) | Росія             | ЧС 2018 - 1/8 фіналу    | -    | 54'      |
| 7-7-2018   | Сочі            | Росія     | 2 – 2 д.ч. (3 – 4 п.п.) | Хорватія          | ЧС 2018 - чвертьфінал   | -    |          |
| 8-10-2020  | Москва          | Росія     | 1 – 2                   | Швеція            | товариський матч        | -    |          |
| Усього     |                 | Матчів    | 13                      |                   | Голів                   | 0    |          |

## Титули і досягнення
Спартак (Москва)
- Прем'єр-ліга:
  -  Чемпіон (1): 2016/17
- Суперкубок Росії:
  - Володар (1): 2017
- Кубок Росії:
  - Володар (1): 2021/22

Молодіжна збірна Росії
- Кубок Співдружності
  -  Володар (1): 2013